# Голобутівська сільська рада
Голобутівська сільська рада — орган місцевого самоврядування у Стрийському районі Львівської області. Адміністративний центр — село Голобутів.

## Загальні відомості
Водоймища на території, підпорядкованій даній раді: річка Колодниця.

## Населені пункти
Сільській раді підпорядковані населені пункти:
- с. Голобутів

## Склад ради
Рада складається з 14 депутатів та голови.

### Керівний склад попередніх скликань
| ПІБ                           | Основні відомості                                                               | Дата обрання | Дата звільнення |
| ----------------------------- | ------------------------------------------------------------------------------- | ------------ | --------------- |
| Тимчишин Ярема Дмитрович      | Сільський голова, 1944 року народження, безпартійний                            | 26.03.2006   | 31.10.2010      |
| Берездецький Мирон Васильович | Сільський голова, 1955 року народження, освіта середня спеціальна, безпартійний | 31.10.2010   |                 |

Примітка: таблиця складена за даними джерела